# 月儀帖
《月仪帖》，西晋索靖所书章草帖。索靖善草书，精于章草，与衛瓘齐名。其作品以《月仪帖》字数最多，具有代表性。
《月仪帖》今仅见刻本，共104行。用笔沉着，笔势飞动，字字清晰易识，结字简洁，不造作。孙过庭《书谱序》称其达到了“章务简而便”的境界。唐朝李嗣真《书后品》称 “索有《月仪》三章，观其趣况，大为遒竦，无愧珪璋特达，犹夫聂政、相如，千载凛凛，为不亡矣。”《月仪帖》古朴，而波磔常带有锐角，显得锋铩铦利。笔画细微处亦不失于纤弱。结字比汉代皇象的《急就章》更富于变化。有多种版本行世。曾刻入宋代《太清楼续法帖》、《星凤楼帖》等。在传世章草中别具一格,对后世影响甚大。